# Nāḩiyat ash Shaykh Miskīn
Nāḩiyat ash Shaykh Miskīn (arabiska: ناحية الشيخ مسكين) är ett subdistrikt i Syrien.   Det ligger i provinsen Dar'a, i den sydvästra delen av landet, 70 km söder om huvudstaden Damaskus.
Trakten runt Nāḩiyat ash Shaykh Miskīn består till största delen av jordbruksmark. Runt Nāḩiyat ash Shaykh Miskīn är det ganska tätbefolkat, med 214 invånare per kvadratkilometer.